# Münzinghof
Münzinghof ist ein  Gemeindeteil der Stadt Velden im Landkreis Nürnberger Land (Mittelfranken, Bayern). Münzinghof liegt in der Gemarkung Treuf.

## Geografie
Der  Weiler im nordwestlichen Bereich der Hersbrucker Alb. Er liegt etwa zweieinhalb Kilometer westnordwestlich des Ortszentrums von Velden auf einer Höhe von 497 m ü. NHN. Eine Gemeindeverbindungsstraße, die nahe dem nordwestlichen Ortsrand von Raitenberg von der Kreisstraße LAU 11 abzweigt und in Münzinghof endet, verbindet den Ort mit dem öffentlichen Straßennetz.

## Geschichte
Bis zum Beginn des 19. Jahrhunderts unterstand Münzinghof der Landeshoheit der Reichsstadt Nürnberg. Die Dorf- und Gemeindeherrschaft übte das Pflegamt Velden in seiner Funktion als Vogteiamt aus. Auch die Hochgerichtsbarkeit im Ort wurde von diesem Amt in seiner Rolle als Fraischamt wahrgenommen. Münzinghof wurde 1806 bayerisch, nachdem die Reichsstadt Nürnberg unter Bruch der Reichsverfassung vom Königreich Bayern annektiert worden war. Damit wurde der Weiler Bestandteil der bei der „napoleonischen Flurbereinigung“ in Besitz genommenen neubayerischen Gebiete, was im Juli 1806 mit der Rheinbundakte nachträglich legalisiert wurde.
Durch die Verwaltungsreformen zu Beginn des 19. Jahrhunderts im Königreich Bayern wurde Münzinghof mit dem Zweiten Gemeindeedikt im Jahr 1818 Bestandteil der Ruralgemeinde Treuf. Im Zuge der kommunalen Gebietsreform in Bayern wurde die Gemeinde Treuf am 1. Januar 1972 aufgeteilt und Münzinghof nach Velden eingemeindet. Im Jahr 2018 hatte Münzinghof 151 Einwohner.

### Dorfgemeinschaft Münzinghof
Seit dem Jahr 1978 ist Münzinghof der Sitz der Dorfgemeinschaft Münzinghof, die den Weiler gepachtet hat. Diese vom Verein Die Lebensgemeinschaft e. V. Münzinghof betriebene Einrichtung dient der gesellschaftlichen Eingliederung von Menschen mit Hilfe- und Assistenzbedarf.

## Natur
Etwa einen Kilometer nördlich des Weilers befindet sich inmitten eines Waldgebietes das Geisloch oder die Geishöhle, eine natürliche Karsthöhle.